# Melvine Malard
Melvine Malard (Saint-Denis, La Reunión, 28 de junio de 2000) es una futbolista francesa. Juega como delantera en el Manchester United de la Women's Super League de Inglaterra. Es internacional con la selección femenina de fútbol de Francia.

## Estadísticas

### Clubes
| Club                         | País       | Año             |
| ---------------------------- | ---------- | --------------- |
| Olympique de Lyon            | Francia    | 2017 - 2019     |
| FC Fleury 91 (préstamo)      | Francia    | 2019 - 2020     |
| Olympique de Lyon            | Francia    | 2020 - 2023     |
| Manchester United (préstamo) | Inglaterra | 2023 - presente |

## Palmarés

### Títulos nacionales
| Título              | Club              | País       | Año     |
| ------------------- | ----------------- | ---------- | ------- |
| Division 1 Féminine | Olympique de Lyon | Francia    | 2018-19 |
| Copa de Francia     | Olympique de Lyon | Francia    | 2018-19 |
| Women's FA Cup      | Manchester United | Inglaterra | 2024    |

### Títulos internacionales
| Título                    | Club              | País    | Año     |
| ------------------------- | ----------------- | ------- | ------- |
| Liga de Campeones         | Olympique de Lyon | Francia | 2017-18 |
| Liga de Campeones         | Olympique de Lyon | Francia | 2018-19 |
| Liga de Campeones         | Olympique de Lyon | Francia | 2019-20 |
| Campeonato Europeo Sub-19 | Francia           | Escocia | 2019    |

(*) Incluyendo la Selección

### Distinciones individuales
| Distinción                              | Año  |
| --------------------------------------- | ---- |
| Goleadora del Campeonato Europeo Sub-20 | 2019 |